# Zračna luka Bandar Abas
Zračna luka Bandar Abas (IATA kod: BND, ICAO kod: OIKB) smještena je u blizini grada Bandar Abasa u južnom dijelu Irana odnosno pokrajini Hormuzgan. Nalazi se na nadmorskoj visini od 7 m. Zračna luka ima dvije asfaltirane uzletno-sletne staze dužine 3660 i 3457 m, a koristi se za tuzemne i inozemne letove ali i vojne svrhe. Zračni prijevoznici koji nude redovne letove u ovoj zračnoj luci uključuju Iran Air, Iran Air Tours, Iran Aseman Airlines, Mahan Air, Kish Air i Fars Air Qeshm.

## Vanjske poveznice
- (engl.) DAFIF, World Aero Data: OIKB  Arhivirana inačica izvorne stranice od 14. lipnja 2011. (Wayback Machine)
- (engl.) DAFIF, Great Circle Mapper: BND